# Разливная набережная
Разли́вная набережная — набережная в городе Сестрорецке Курортного района Санкт-Петербурга. Проходит от улицы Мосина до озера Сестрорецкий Разлив возле дома 20.

## История
Прежде это были две улицы — Разливная набережная и Евре́йский переулок. Топоним Разливная набережная возник в конце XIX века и происходит от наименования озера Сестрорецкий Разлив. Набережная тогда проходила от 3-й Тарховской улицы до озера.
Участок от улицы Мосина до 3-й Тарховской улицы именовался Еврейским переулком, причем также с конца XIX века. Название происходит от несохранившегося Еврейского кладбища, располагавшегося на месте домов 5 и 7 на берегу озера.
В 1920-х годах оба проезда объединили под названием Разливная набережная.

## Перекрёстки
- улица Мосина
- 2-я Тарховская улица
- 3-я Тарховская улица